# Himalayaklauwiertimalia
De himalajaklauwiertimalia (Pteruthius aeralatus ripleyi) is een ondersoort van zangvogels uit het geslacht Pteruthius en de familie vireo's (Vireonidae). De vogel werd in 1960 door de Indiase dierkundige Biswamoy Biswas als ondersoort geldig beschreven. De vogel wordt soms als aparte soort beschouwd.

## Verspreiding en leefgebied
De himalajaklauwiertimalia  is een vogel van half open altijd groenblijvend bossen boven de 900 m boven de zeespiegel. De vogel komt voor in westen van het Himalayagebied tot in Midden-Nepal.